# Pierre Thiriar
Pour les articles homonymes, voir Thiriar.
Pour l’article ayant un titre homophone, voir Thiriart.
Pierre Thiriar est un gymnaste belge.

## Biographie
Pierre Thiriar fait partie de l'équipe de Belgique qui remporte la médaille de bronze en système suédois par équipes aux Jeux olympiques d'été de 1920 se tenant à Anvers.